# Château d'Alanya
Le château d'Alanya se situe dans la province d'Antalya (Turquie) et porte le nom de la ville dans laquelle il est situé, Alanya. Il est à plus de 250 mètres au-dessus du niveau de la mer et est entouré d'une fortification de plus de 6.5 km.

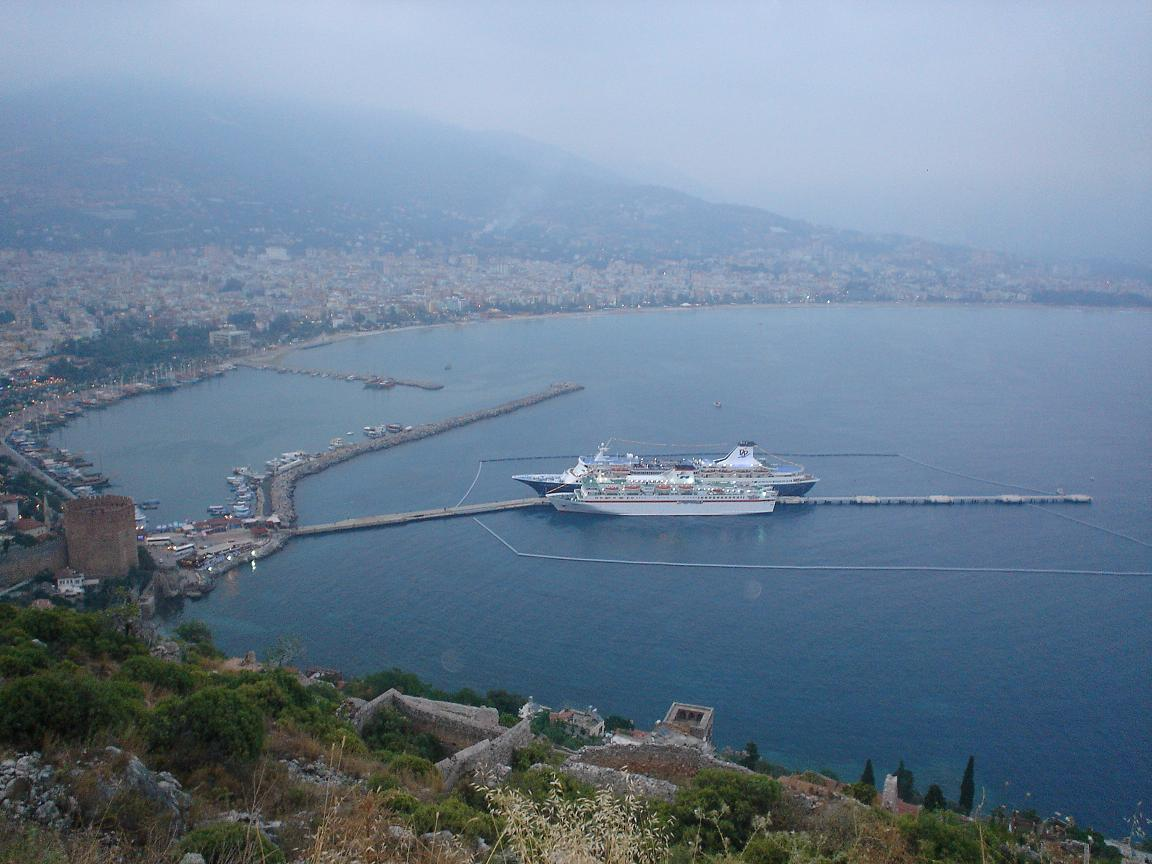
Vu sur le port d'Alanya depuis le château